# کاسپاز ۳
کاسپاز ۳ (انگلیسی: Caspase 3) که با نام‌های دیگری همچون «آپوپـِین»، «یاما» و «CPP32» هم شناخته می‌شود، نوعی آنزیم از دستهٔ کاسپازهاست که در تعامل با کاسپاز ۸ و کاسپاز ۹ بوده و در انسان، توسط ژن «CASP3» کُد می‌شود. هومولوگ‌های این پروتئین در پستانداران زیادی کشف شده‌است که نقشهٔ کامل ژنوم آنها در دسترس است. هومولوگ‌های خاصی از این پروتئین نیز در پرندگان، مارمولک‌ها، نرم‌دوزیستان و پیوسته‌استخوانان وجود دارد.
کاسپاز ۳ که از دو واحدِ ۱۷ و ۱۲ کیلو دالتونی تشکیل شده‌است، توسط کاسپاز ۸، کاسپاز ۹ و کاسپاز ۱۰ فعال شده و خود به‌نوبهٔ خود، کاسپاز ۶ و کاسپاز ۷ را فعال می‌کند.
کاسپاز ۳، یکی از مهمترین کاسپازها، در تجزیهٔ «پروتئین پیش‌ساز آمیلوئید بتا A4» یا به‌اختصار (APP) است که با مرگ سلول‌های عصبی در بیماری آلزایمر مرتبط است. وجود این آنزیم برای رشد و نمو طبیعی مغز انسان ضروری است.

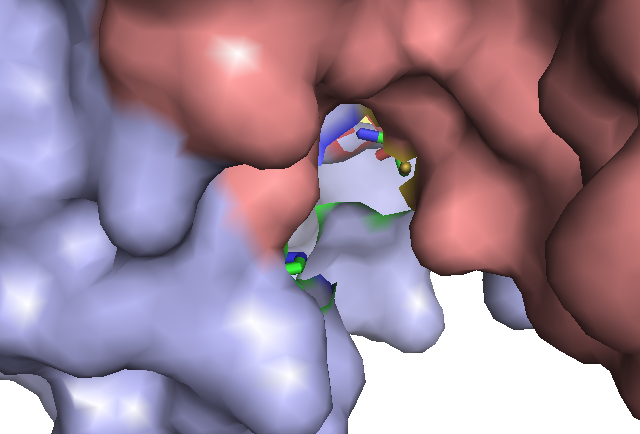
سیستئین-۲۸۵ (زرد) و هیستامین-۲۳۷ (سبز و آبی تیره) در جایگاهِ فعال کاسپاز ۳. زیرواحد p12 به رنگ صورتی و زیرواحد p17 به رنگ آبی روشن مشخص شده‌است.